# Brachyuromys betsileoensis
Brachyuromys betsileoensis és una espècie de mamífer rosegador de la família dels nesòmids. És endèmic dels altiplans del centre-est de Madagascar. Els seus hàbitats naturals són les landes, els prats humits de vegetació exuberants, els aiguamolls, els herbassars i els boscos esclerofil·les. Està amenaçat per la destrucció del seu medi i la competència de la rata negra. El seu nom específic, betsileoensis, significa ‘dels betsileo’ en llatí.